# Göteborgsalliansen
Göteborgsalliansen är ett fotbollssamarbete mellan Göteborgsklubbarna Gais, IFK Göteborg och Örgryte IS. Alliansen grundades år 1919 på initiativ av Carl "Ceve" Linde, och omfattade då endast IFK och Örgryte; Gais tillkom året därpå. Formellt anses samarbetet ha inletts den 13 januari 1921.
Till en början var Alliansen främst fokuserad på ett samarbete klubbarna emellan för att anordna matcher mot utländska storlag, men den innebar även att alliansklubbarna kunde visa upp en enad front för att hävda sig bättre gentemot Svenska fotbollförbundet och att de ingick en överenskommelse att inte värva spelare av varandra.
År 1938 blev uppstickarklubben Gårda BK inbjuden att bli Alliansens fjärde medlem, men då Gårda avböjde beslöt alliansklubbarna året därpå att avbryta allt samarbete med klubben, som senare skulle tyna bort och försvinna ner i divisionerna.
I dag lever allianssamarbetet kvar i den gemensamma arenan Gamla Ullevi, men i övrigt är samarbetet vilande.

## Alliansmatcher

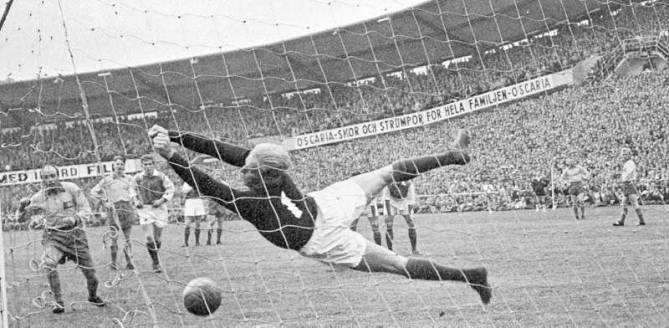
Nya Ullevi invigs 29 maj 1958. Gunnar Gren slår en straff, som räddas av Ronald Johansson, men returen sätter Gren i mål.

Fram till 1970-talet formerades vid speciella tillfällen speciella Allians-lag med de bästa spelarna från de tre klubbarna för vänskapsmatcher mot internationellt motstånd.
Redan 1926 slog en allianskombination Aston Villa med 2–1, och sommaren 1931 vann man, anförda av Sven Rydell, mot AC Milan med 3–2. Under 1930-talet genomfördes en mängd arrangemang där Alliansen mötte storlag från hela Europa inför fulla läktare.
Efter andra världskriget återupptogs matchandet, bland annat kom AC Milan med Gre-No-Li på besök 1950, 1952 och 1955. Nya Ullevi invigdes 29 maj 1958 med en match mellan Göteborgsalliansen och svenska landslaget (2–2), och Gunnar Gren gjorde det historiska första målet på arenan – dock inte som representant för Alliansen, utan för landslaget. I augusti 1960 mötte Alliansen Real Madrid, med stjärnor som Alfredo Di Stéfano och Ferenc Puskás. Under 1960-talet fortsatte succén för samarbetet, med lukrativa matcher mot lag som Nacional, Chelsea FC, Aston Villa, Sunderland, Everton, Werder Bremen och det sovjetiska landslaget.
Under 1970-talet tycktes publiken ha tröttnat på alliansmatcherna – en match mot Pelés New York Cosmos lockade en hel del folk, men i övrigt gick det trögare. Under 1980- och 1990-talet gjorde IFK Göteborgs framgångar att klubben kunde ta emot internationella storlag på egen hand, och Alliansevenemangen upphörde. Den hittills sista matchen med ett gemensamt Allianslag hölls då Gamla Ullevi återinvigdes den 31 mars 1992, då Alliansen mötte svenska landslaget.